# ماجنوم للإنتاج والتوزيع الفني والسينمائي
ماجنوم (بالإنجليزية: Magnum) هي شركة إنتاج مصرية، أسسها المخرج رامي إمام وهشام تحسين، وقامت بانتاج العديد من الأعمال الفنية والمسلسلات لممثلين مشهورين وكذلك قامت بانتاج برامج تلفزيونية.

## التأسيس
تأسست شركة ماجنوم لكي تساهم في تطوير المجال الفني المصري بمختلف فئاته، كما تهدف لمواجهة تحدي الدراما الخارجية وتدعيم الفن كقوة ناعمة لمصر، كما تهدف للوصول بالفن المصري للعالمية. انشأت شركة ماجنوم في عام 2017 على يد المخرج رامي إمام وخبير التسويق الدولي هشام تحسين.

## مشاريع الشركة
قامت شركة ماجنوم بتوقيع مجموعة من العقود مع الفنان عادل إمام وأحمد عز وعمرو يوسف ويسرا والكاتب أحمد خالد توفيق، كما تعمل الشركة على محاولة تصدير المحتوي المصري للسينما العالمية من خلال أعمال فنية متميزة.

### أعمال الشركة
- مسلسل عوالم خفية مسلسل عادل إمام في رمضان 2018 أول تعاون بينه وبين شركة «ماجنوم».[8][9][10][11]
- مسلسل طايع للفنان عمرو يوسف ويعد أيضًا أول تعاون بينه وبين شركة «ماجنوم».[12][13][14][15][16][17]
- برنامج عشاء مع رموز شهيرة لـ يسرا.[18][19][20]
- مسلسل فلانتينو